# Pallacanestro ai XXXII Giochi mondiali universitari estivi
Il torneo di pallacanestro dei XXXII Giochi mondiali universitari estivi si è svolto dal 18 al 26 luglio 2025.

## Podi

### Uomini
| Evento                            | Oro | Argento | Bronzo |
| Pallacanestro maschile (dettagli) | Brasile Adyel Borges Gabriel Campos Paulo Barbosa Junior Anderson Barbosa Yuri Elias Neptune Reynan Camilo dos Santos Matheus Santos Bruno Pedro Cardoso Leonardo Teodoro de Souza Agapy Santos Rafael Rachel Gabriel Novaes Souza | Stati Uniti Daniel Skillings Jr. Jaylon White Will Kuykendall Drew Perry Obi Agbim Andre Iguodala II Isaac Williams IV Samson Aletan Cameron Carr Caden Powell | Lituania Gediminas Leščiauskas Dominykas Stenionis Modestas Kancleris Jonas Sirtautas Kristupas Keinys Matas Repšys Mintautas Mockus Matas Mačijauskas Nojus Kulieša Martynas Sabaliauskas Armandas Plintauskas Gytis Nemeikša |

### Donne
| Evento                             | Oro | Argento | Bronzo |
| Pallacanestro femminile (dettagli) | Cina Li Qingyang Tian Yuanyuan Zhao Ruohan Zhang Zihan Li Xingnuo Zhang Shuxuan Tang Ziting Chen Yujie Cao Boyi Liu Yutong Na Han | Stati Uniti Jalynn Bristow Kenadee Winfrey Laci White Denae Fritz Kalysta Martin Adlee Blacklock Sidney Love Bailey Maupin Jada Malone DeYona Gaston | Ungheria Zsuzsanna Sitku Sara Laczko Barbara Angyal Terka Zsófia Dúl Eszter Varga Réka Dombai Dorina Takács Panka Dulcinea Dúl Lili Krasovec Janka Gyöngyösi Zsófia Réka Telegdy Franka Emilia Tóth |

## Medagliere
| Posizione | Paese       |   |   |   | Totale |
| --------- | ----------- | - | - | - | ------ |
| 1         | Brasile     | 1 | 0 | 0 | 1      |
| 1         | Cina        | 1 | 0 | 0 | 1      |
| 3         | Stati Uniti | 0 | 2 | 0 | 2      |
| 4         | Lituania    | 0 | 0 | 1 | 1      |
| 4         | Ungheria    | 0 | 0 | 1 | 1      |